# Lathyrus vestitus
Láthyrus vestítus — вид рода Чина семейства Бобовые (Fabaceae).

## Распространение
Произрастает на западе Северной Америки, главным образом в лесах и лесистых местностях и в чапарале в Калифорнии. Области распространения некоторых подвидов заходят в Орегон и Нижнюю Калифорнию.

## Ботаническое описание
Это многолетнее вьющееся растение, которые имеет различные по внешнему виду разновидности.
Листья состоят из различных по форме листочков 4—5 см длиной, обычно имеют усики и прилистники, которые могут быть большими или маленькими.
Соцветие представляет собой кисть, которую составляет до 15 цветков, иногда плотно прижатых друг к другу, и обычно с оттенком от светло- до средне-сиреневого или белого цвета.

## Подвиды
Согласно данным GRIN существуют следующие подвиды:
- Lathyrus vestitus subsp. alefeldii (T.G.White) Broich
- Lathyrus vestitus subsp. laetiflorus (Greene) Broich
- Lathyrus vestitus subsp. vestitus